# Lochem (stad)

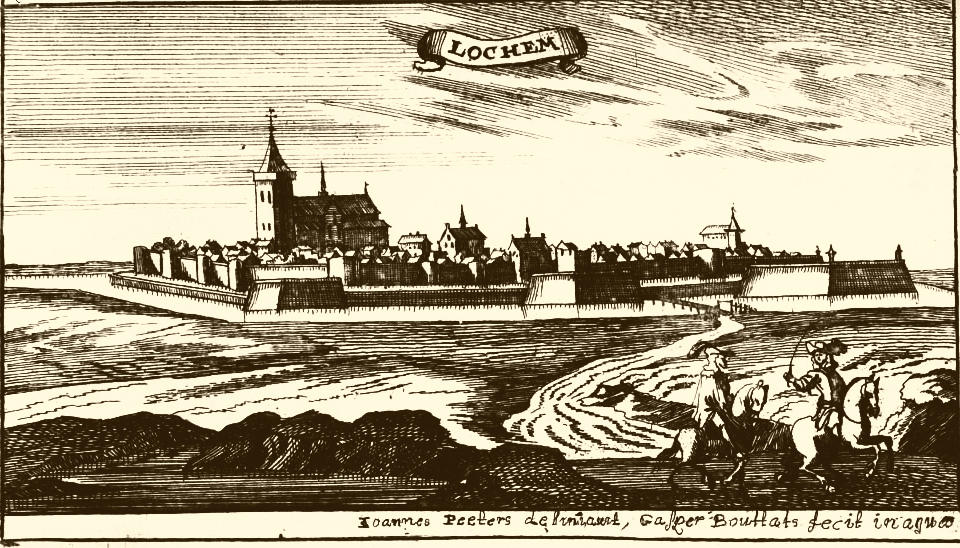
Lochem in 1674, door Jan Peeters.

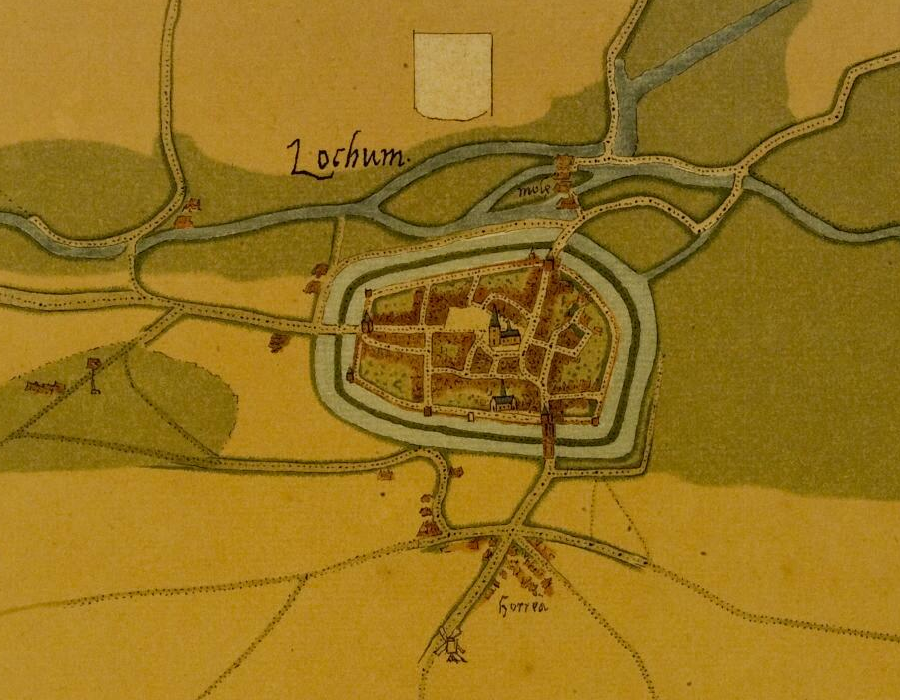
Lochem rond 1560, door Jacob van Deventer.

Lochem (uitspraakⓘ) is een stad in de Achterhoek, met 13.880 inwoners (2023), in de Nederlandse provincie Gelderland, en hoofdplaats van de gemeente Lochem.

## Geografie
De stad Lochem ligt aan de rivier de Berkel alsook aan het Twentekanaal en is bekend van de nabijgelegen Lochemse Berg (zie verderop bij 'Natuur'). Grotere plaatsen in de buurt zijn de stad Deventer in noordwestelijke richting en de stad Zutphen in zuidwestelijke richting.

### Topografie
Topografische kaart van Lochem (stad), per maart 2014.

### Natuur
Op het grondgebied van Lochem bevindt zich een stuwwal, waarvan het hoogste punt wordt gevormd door de 49 meter hoge en beboste Lochemse Berg. Zuidoostelijk van deze lage heuvel ligt de Kale Berg en noordelijk de Paaschberg. Een groot gedeelte van de stuwwal is natuurgebied.

## Geschiedenis
De "kleine landstad" Lochem, een van de vijf stemhebbende steden binnen de Staten van het kwartier Zutphen, die haar stadsrechten kreeg in 1233 van graaf Otto II "met de paardenvoet", had destijds al een stuk geschiedenis achter de rug. Uit een oorkonde van 1059, de oudste over deze nederzetting, blijkt dat er op dat moment al een kerk in Lochem stond. Opgravingen tijdens de restauratie van de Grote of Sint-Gudulakerk toonden aan dat er zelfs al omstreeks 900 na Chr. een houten kerkje op die plaats moet hebben gestaan, waarmee Lochem een van de oudste kerspelen van de Achterhoek is. Dat in Lochem in de 10e eeuw al een kerkstichting kon plaatsvinden, wijst op een nog oudere historie. De ligging aan de Berkel, waarlangs in vroeger eeuwen veel handel plaatsvond, is hierop waarschijnlijk van invloed geweest.
Na 1233 is het stadje spoedig uitgegroeid en in 1330 kreeg het toestemming tot de bouw van een stadsmuur. Een dubbele gracht, waarvan de binnengracht nog grotendeels aanwezig is, vormde nog een extra bescherming. In de loop der eeuwen is het stadje diverse malen belegerd, vooral tijdens de Tachtigjarige Oorlog (1568-1648). Het Staatse leger onder leiding van graaf Filips van Hohenlohe-Neuenstein en Willem Lodewijk van Nassau-Dillenburg was op 24 september 1582 verantwoordelijk voor het ontzet van Lochem. In 1590 trachtten de Spanjaarden via een list de stad binnen te dringen, maar de Lochemse "Hooiplukkers", onder aanvoering van Jan Poorters, ontmaskerden de in een hooiwagen verborgen soldaten. In 1606 is de stad nog tweemaal belegerd geweest. Na de Vrede van Münster van 1648 werd Lochem binnen 25 jaar tweemaal bezet door de Münsterse bisschop Bernhard von Galen. Ook werd het stadje, waarin de meeste huizen van hout waren, veelvuldig door brand geplaagd. In 1615 werd Lochem getroffen door de ergste stadsbrand in haar geschiedenis: alleen de kerk en een viertal huizen bleven staan.
Een nieuw, nu nog aanwezig, raadhuis, nu VVV Inspiratiepunt, werd in de jaren 1634-1640 gebouwd. De fraaie topgevels in de renaissancestijl zijn van de hand van de Zutphense stadsarchitect Emond Hellenraet. Elders in de stad zijn nog enkele 17e-eeuwse huizen te vinden.

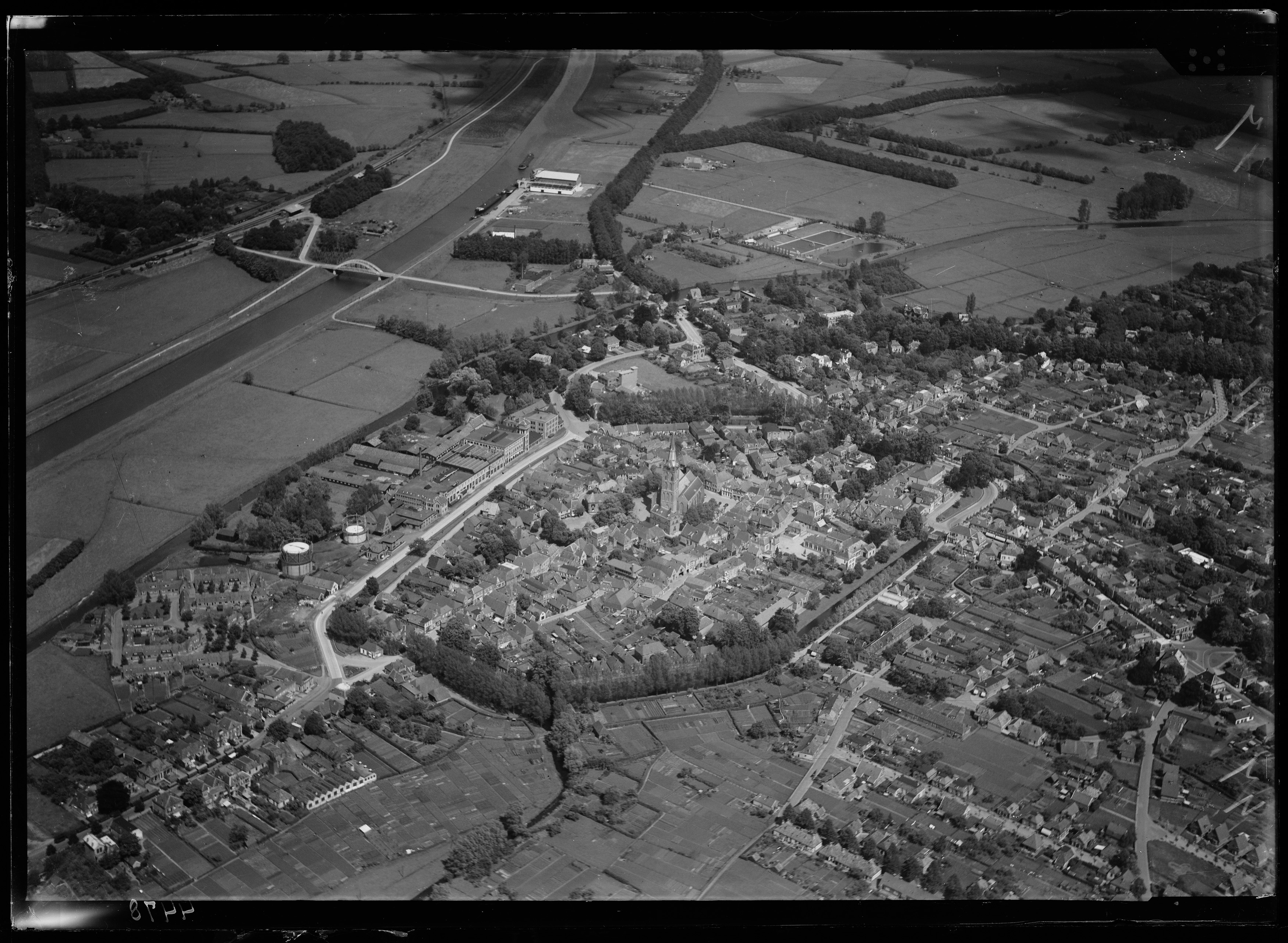
Luchtfoto uit de periode 1920-1940.

Een belangrijke bloeiperiode kende Lochem rond de overgang van negentiende naar twintigste eeuw. Industrialisatie (leerfabrieken) en verbeterd vervoer (spoorlijn, stoomtram) brachten welvaart en groei. En een verlichte burgerij van industriëlen, notabelen en landeigenaren zorgde voor stadsuitbreiding, een schouwburg en een ziekenhuis. De in diezelfde periode begonnen agrarische coöperaties fuseerden in de twintigste eeuw hun kleine vestigingen in alle plattelandskernen tot steeds grotere zuivel- (FrieslandCampina) en veevoederfabrieken (ForFarmers) en droegen zo bij aan een verdere industrialisatie van de stad Lochem.

## Verkeer en vervoer
Sinds 1 november 1865 beschikt Lochem over een station aan de spoorlijn Zutphen - Hengelo - Enschede - Gronau, onderdeel van Staatsspoorlijn D. Het station bevindt zich buiten het centrum, aan de noordzijde van het Twentekanaal. Dit zorgt voor enige verwarring bij reizigers die Lochem voor het eerst bezoeken.
Arriva (Blauwnet) onderhoudt een halfuurdienst voor reizigersvervoer met Zutphen, Hengelo en Oldenzaal.
Arriva buslijnen 57 en 58 verbindt Lochem met o.a. Deventer, Zutphen en Borculo. Op weekdagen in de ochtendspits rijdt lijn 52 een lusroute van het station naar Laren, de nieuwbouwwijk Molengronden en het centrum. In de daluren rijdt lijn 852 een grotere lusroute (via Laren en het Staring College).
Via de N332 is het ongeveer 10 km naar de A1 (Amsterdam - Oldenzaal). De N346 biedt een ontsluiting richting Zutphen en Hengelo. De N312 verbindt Lochem met Ruurlo, Lichtenvoorde en Winterswijk.

## Cultuur

### De Popmeetings
Tussen 1968 en 1986 vond er telkens op Hemelvaartsdag in het Openluchttheater een popfestival plaats, aanvankelijk de Lochem Popmeetings genoemd. Hiermee was het het tweede (na Markelo), jaarlijks wederkerende evenement van deze soort in Nederland en een van de oudste in Europa. Er traden regionale en landelijke artiesten op, maar ook verschillende internationale artiesten maakten er hun opwachting: van 'huisband' Normaal tot Johnny the Selfkicker, van Chuck Berry tot Procol Harum, en van John Cale tot Bo Diddley. In 2011 verscheen een 4 cd-box met liveopnamen: Terug naar Lochem 1968-1986.

### Religieuze gebouwen
- Grote of Sint-Gudulakerk, protestantse kerk
- Witte kerk, gereformeerde kerk
- In alles de Liefde, Remonstrantse kerk
- Sint-Josephkerk, rooms-katholieke kerk
- Selimiye-moskee[3]
- Synagoge[4]

### Monumenten
De wijk Berkeloord is een beschermd dorpsgezicht. Daarnaast telt Lochem tientallen rijksmonumenten en een aantal oorlogsmonumenten:
- Lijst van rijksmonumenten in Lochem (plaats)
- Lijst van gemeentelijke monumenten in Lochem (plaats)
- Lijst van oorlogsmonumenten in Lochem

### Kunst in de openbare ruimte
In de gemeente zijn diverse beelden, sculpturen en objecten geplaatst in de openbare ruimte, zie:
- Lijst van beelden in Lochem

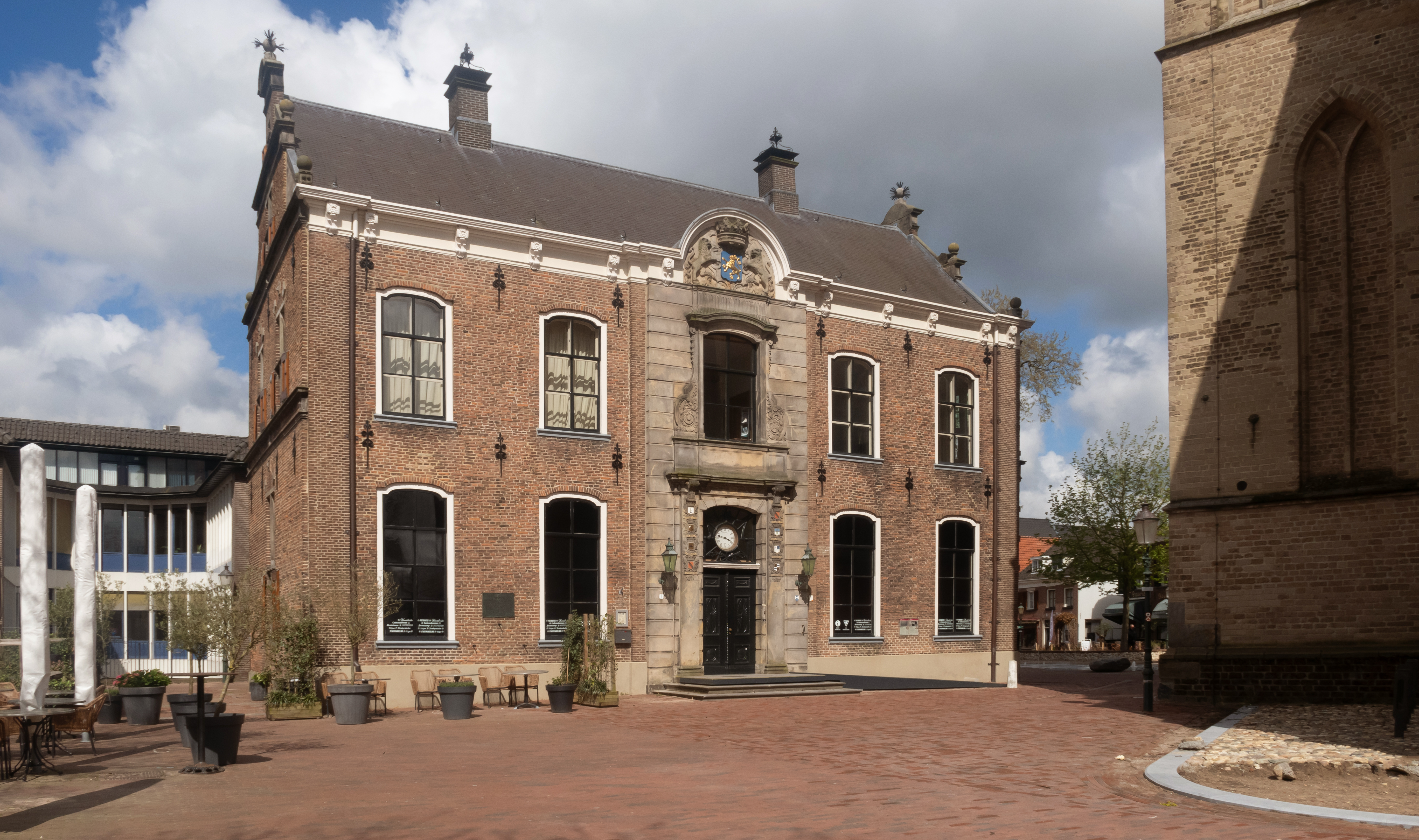
Voormalig stadhuis van Lochem
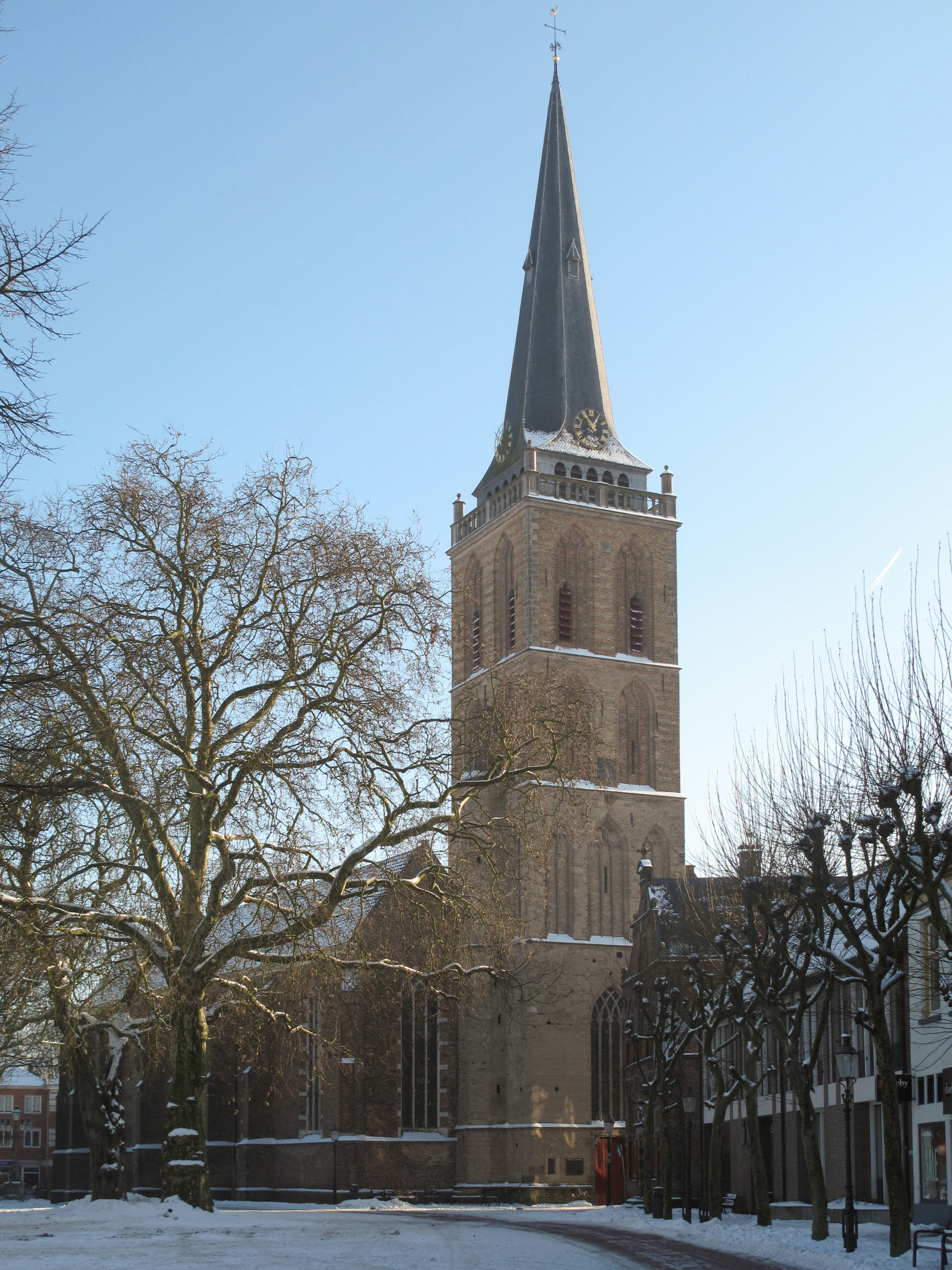
De Gudulakerk
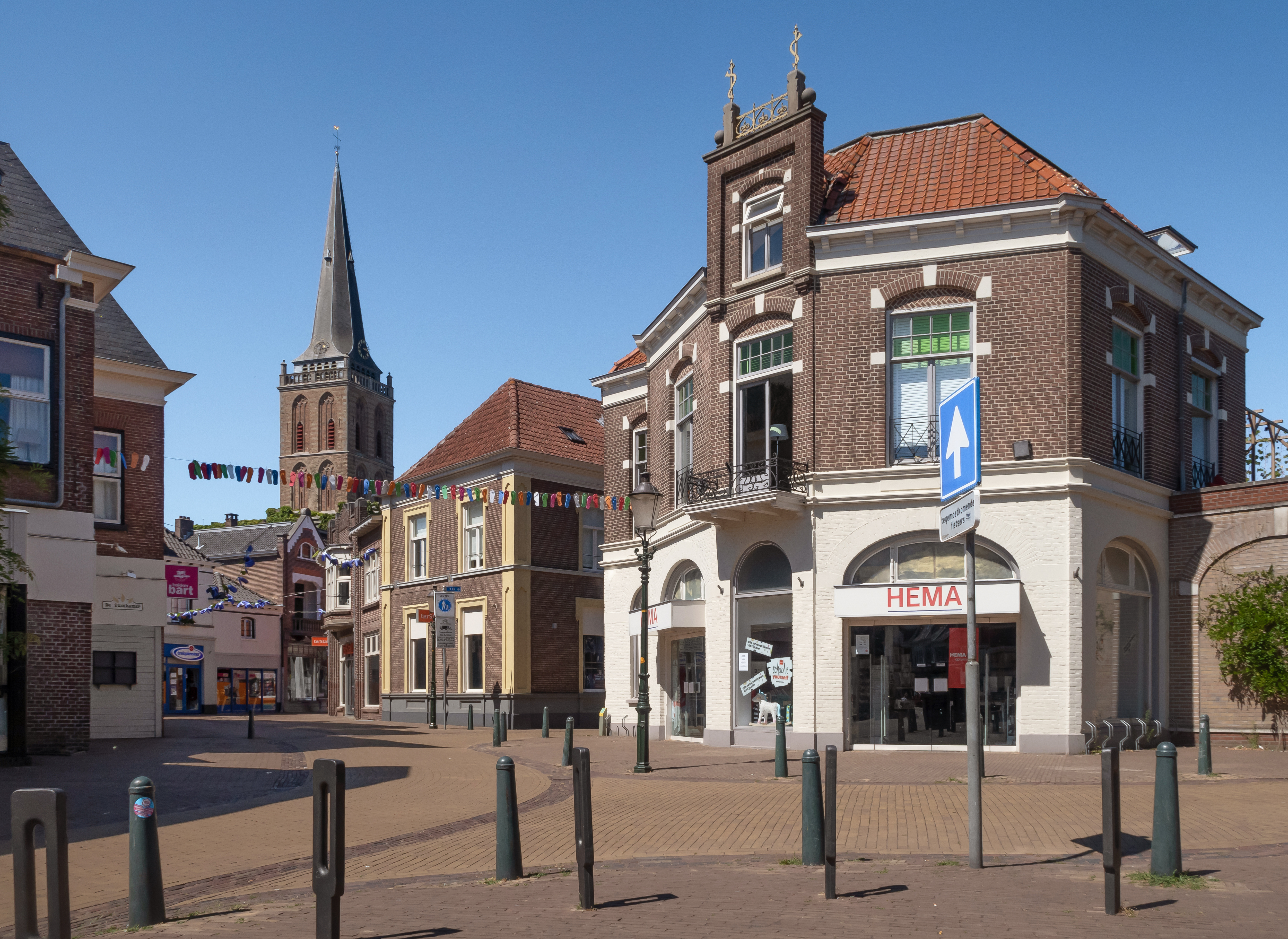
De Bierstraat
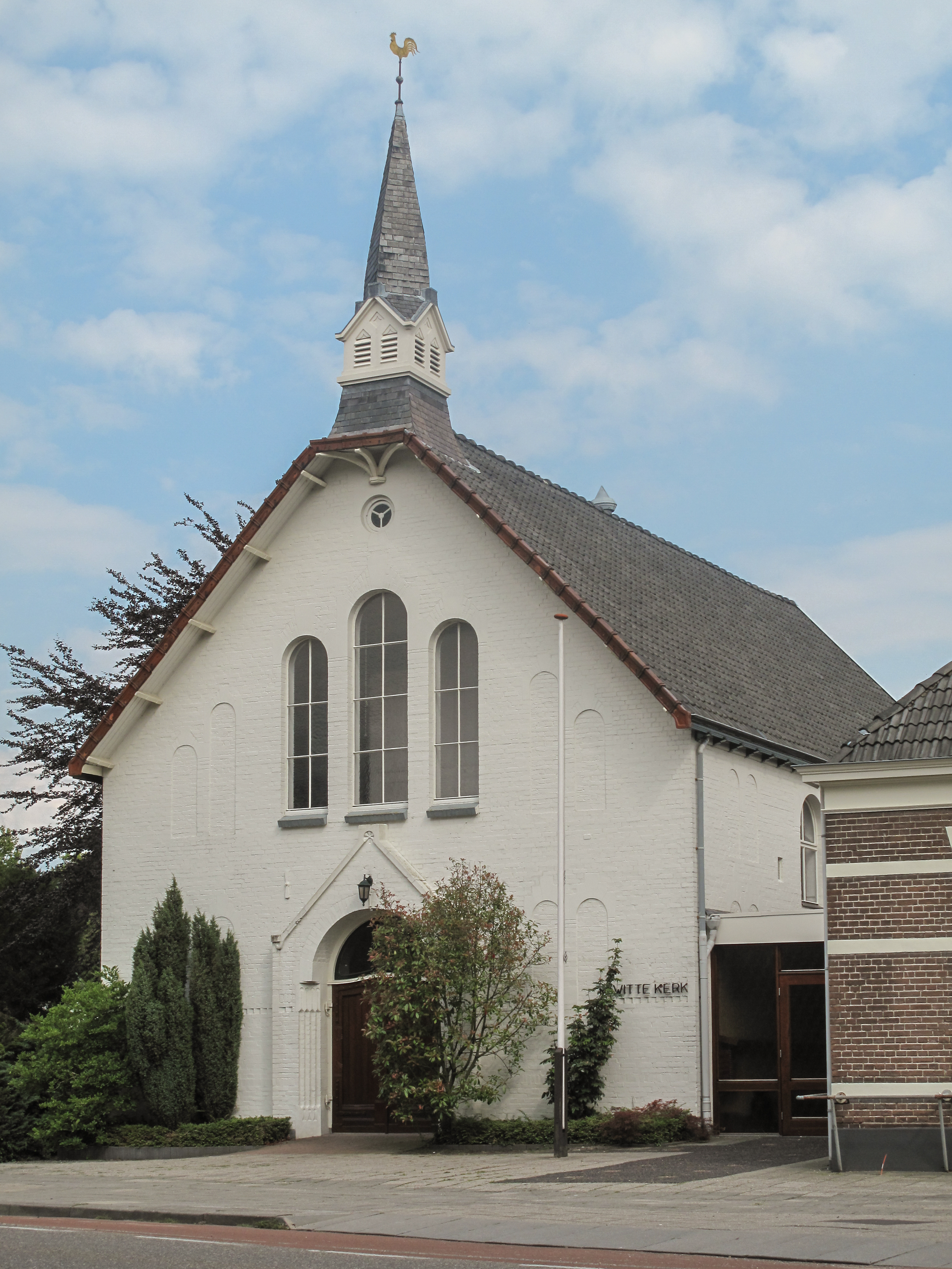
Witte kerk
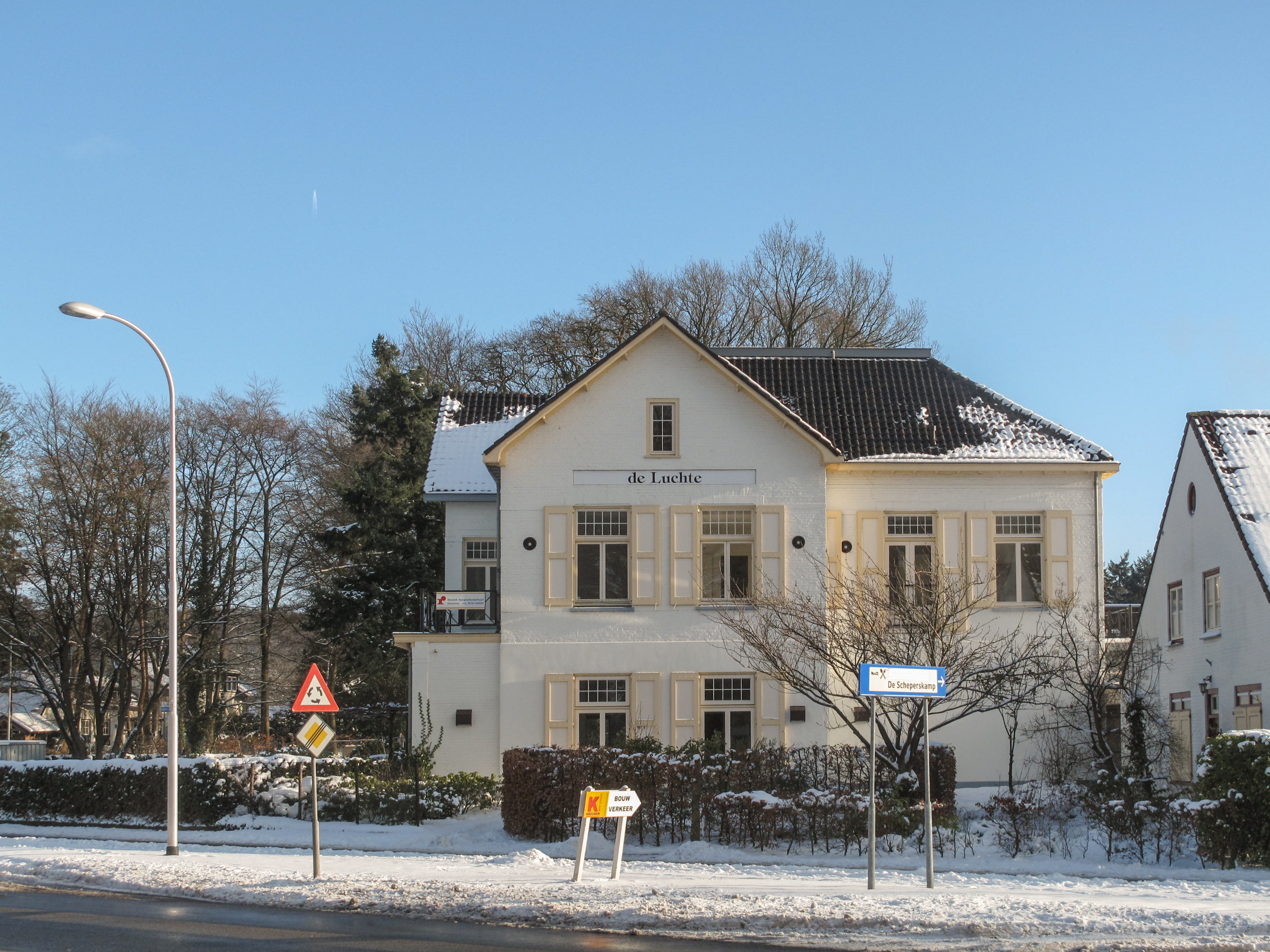
Landhuis: de Luchte
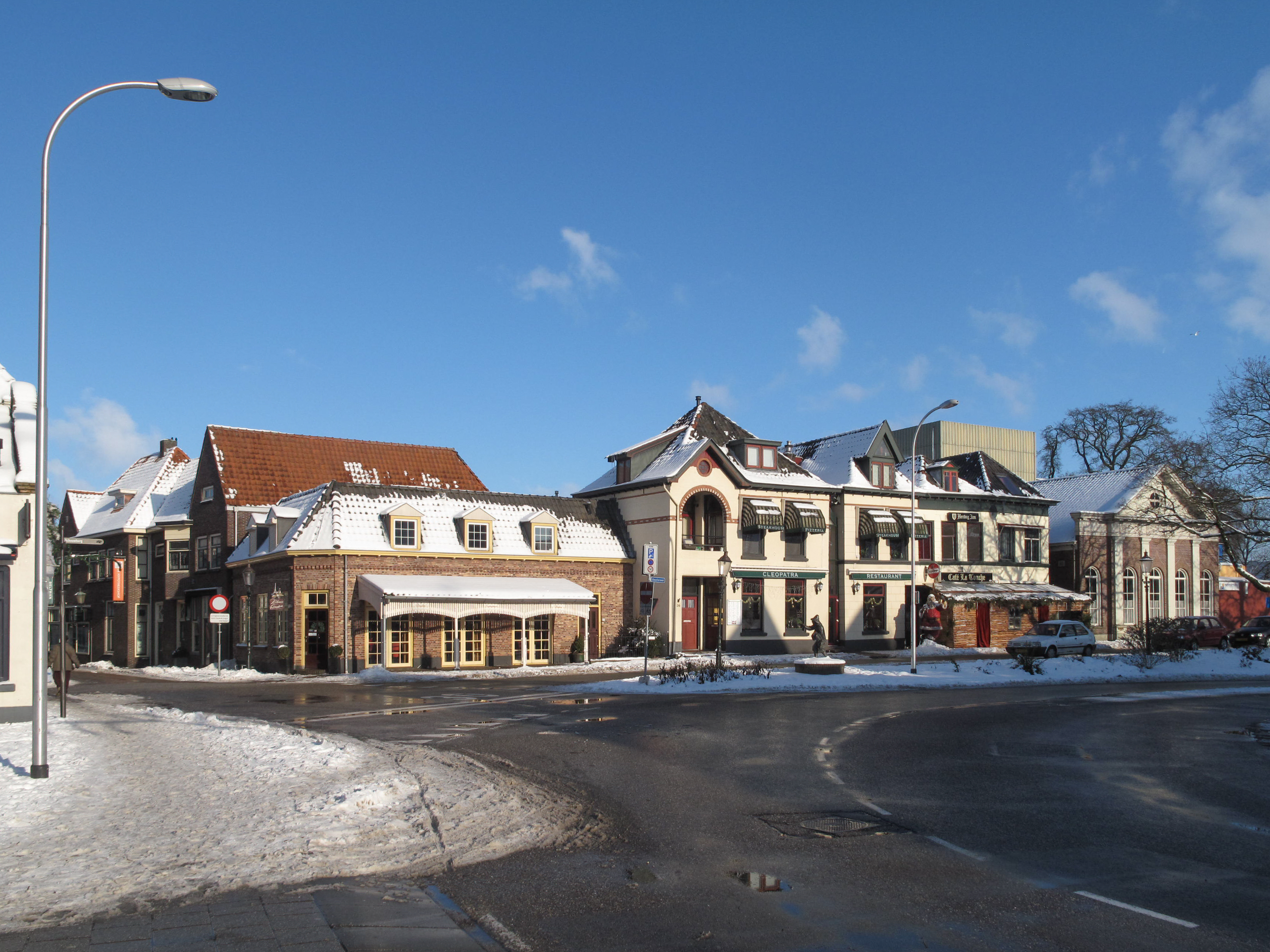
Nieuwstad-Graaf Ottoweg
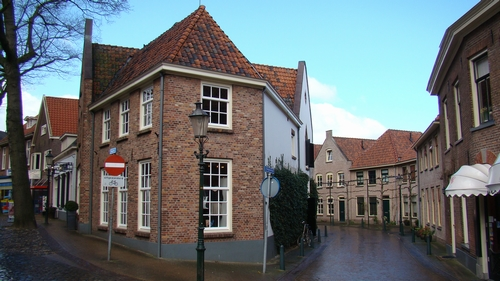
Binnenstad
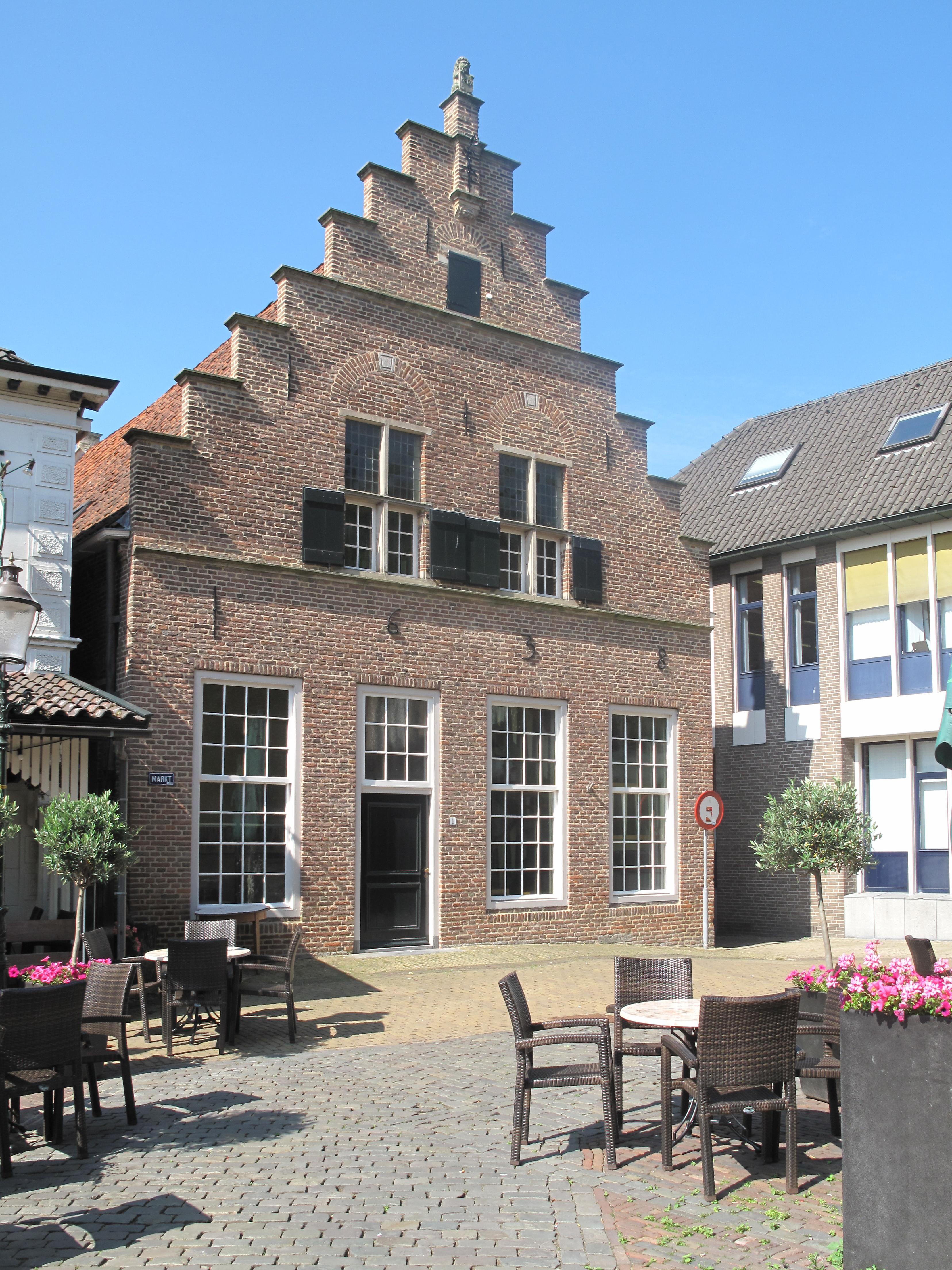
Monumentaal pand op de Markt
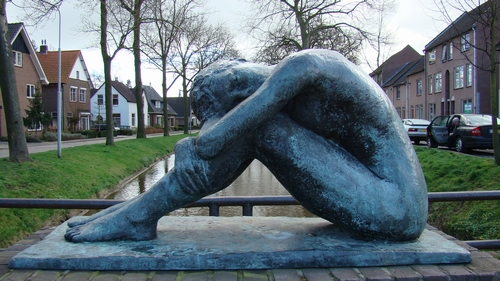
Kunst in Lochem
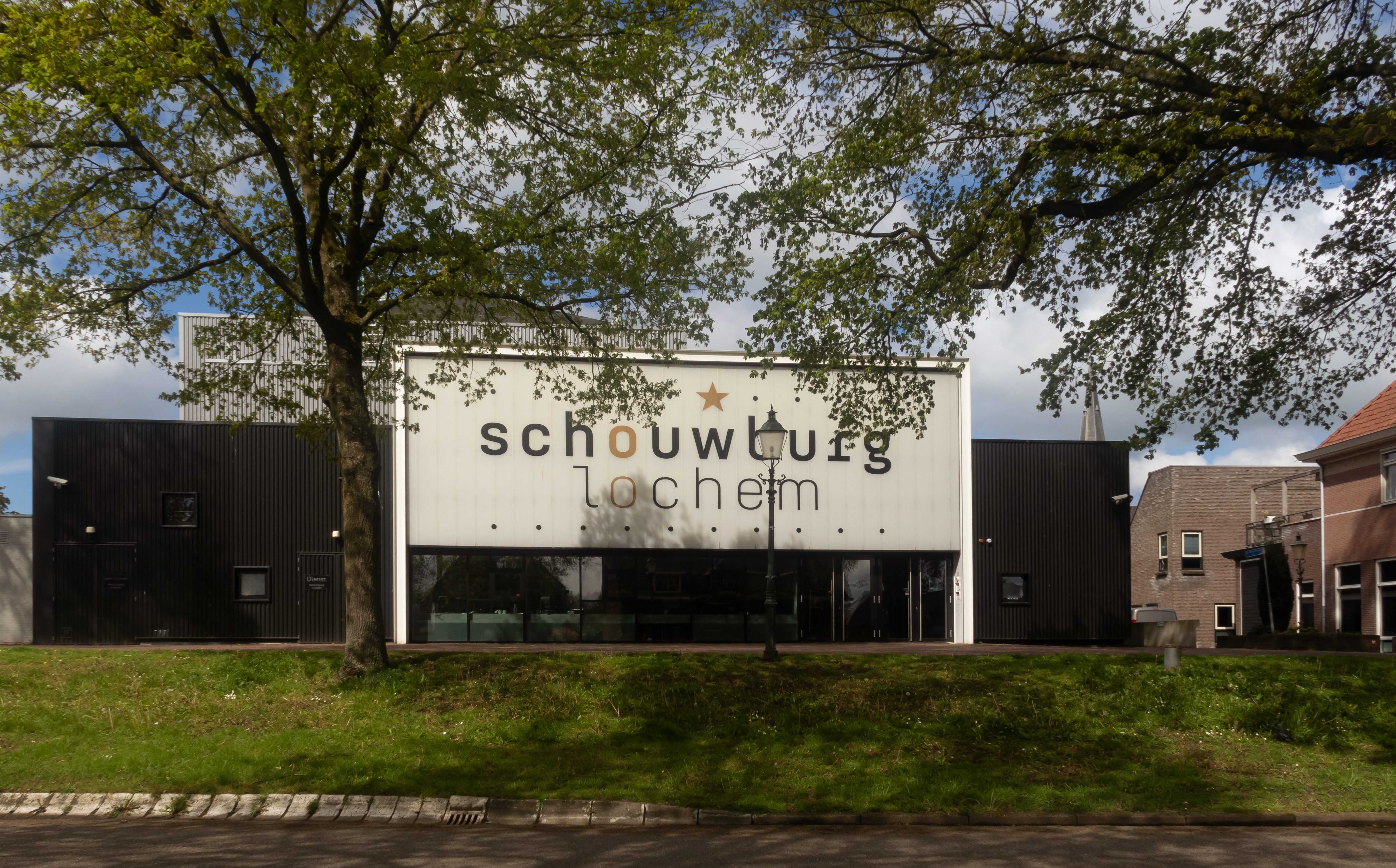
Schouwburg Lochem
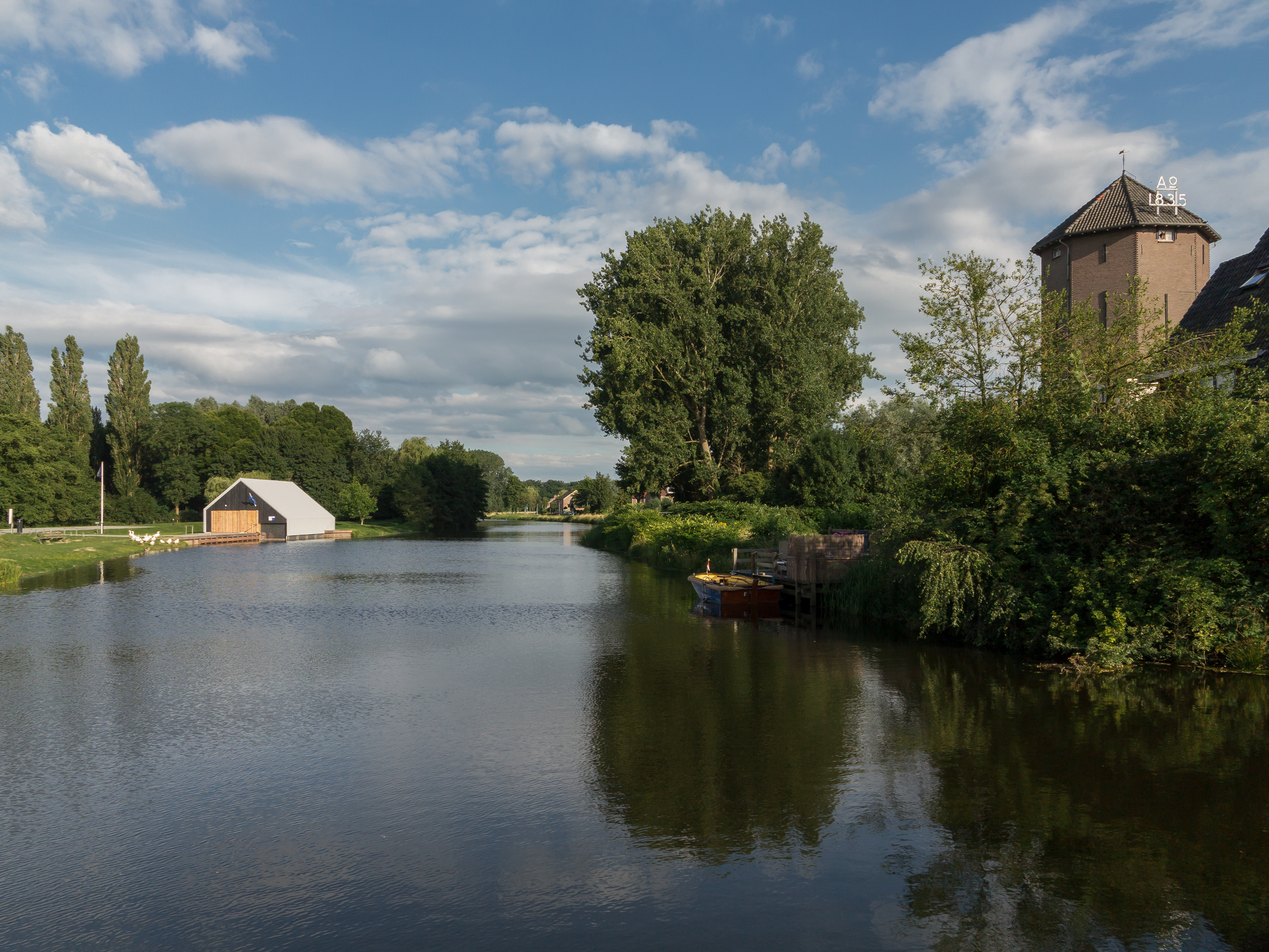
Berkel vanaf de Graaf Ottoweg
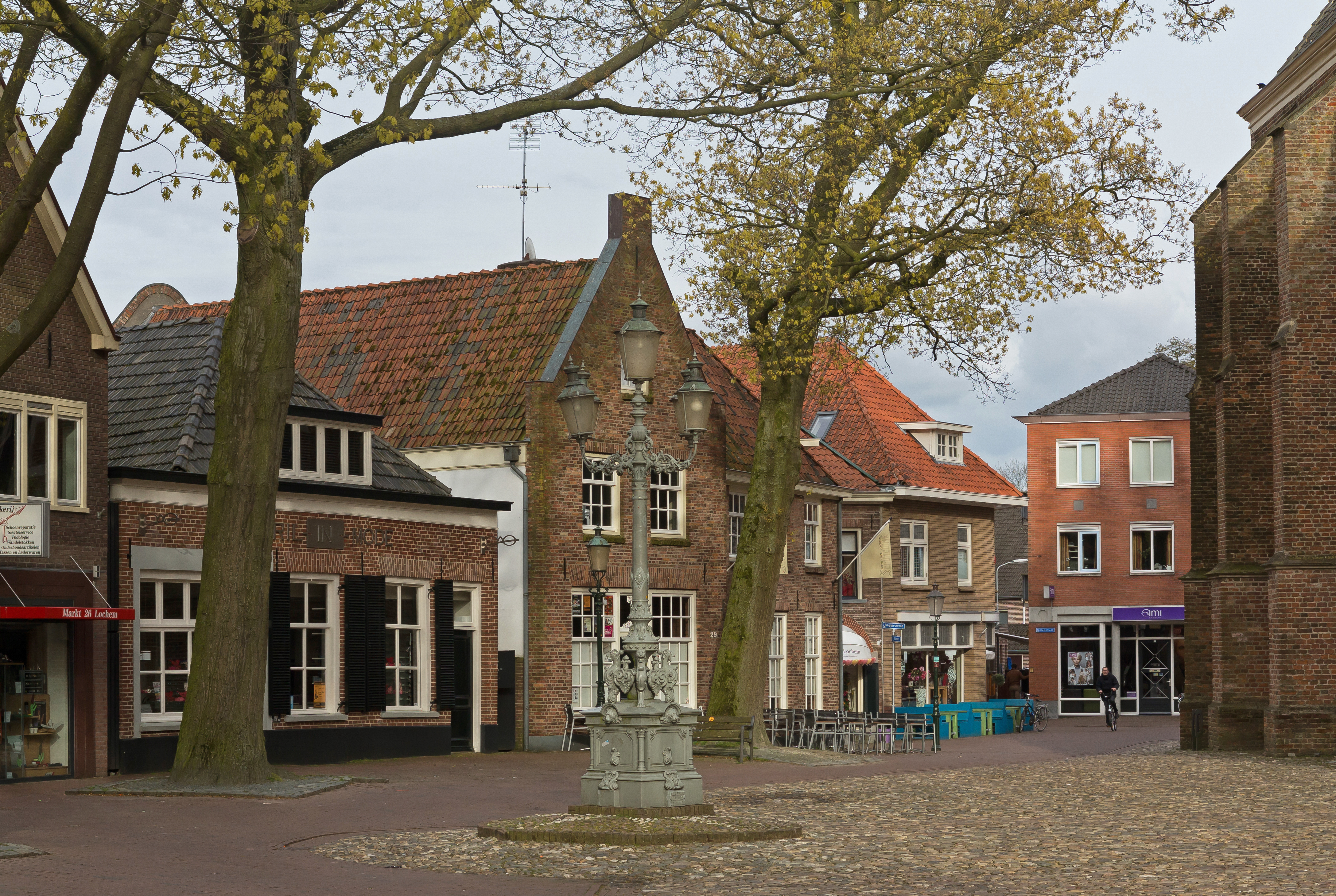
Monumentale gietijzeren lantaarnpaal
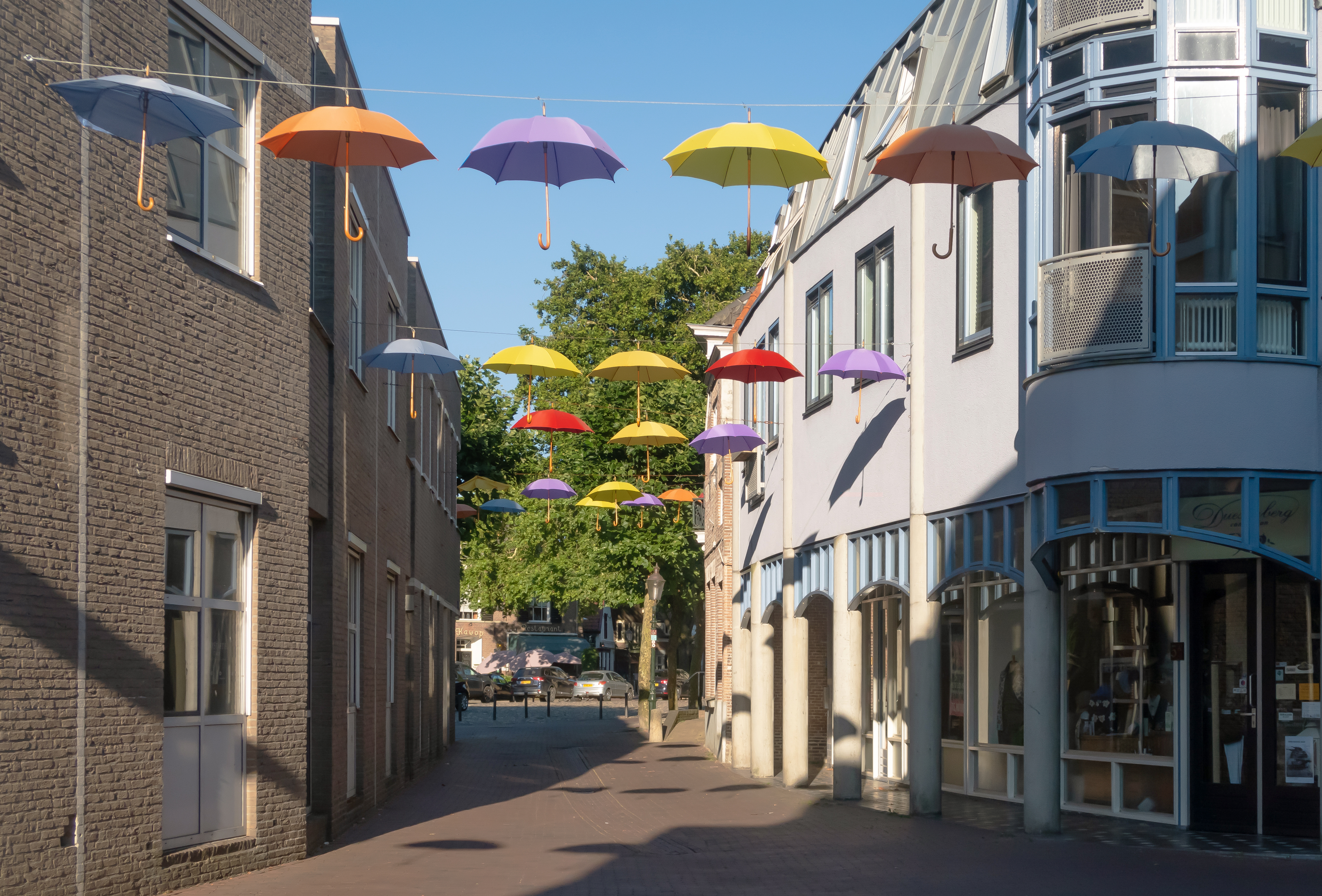
Walderstraat met paraplu's
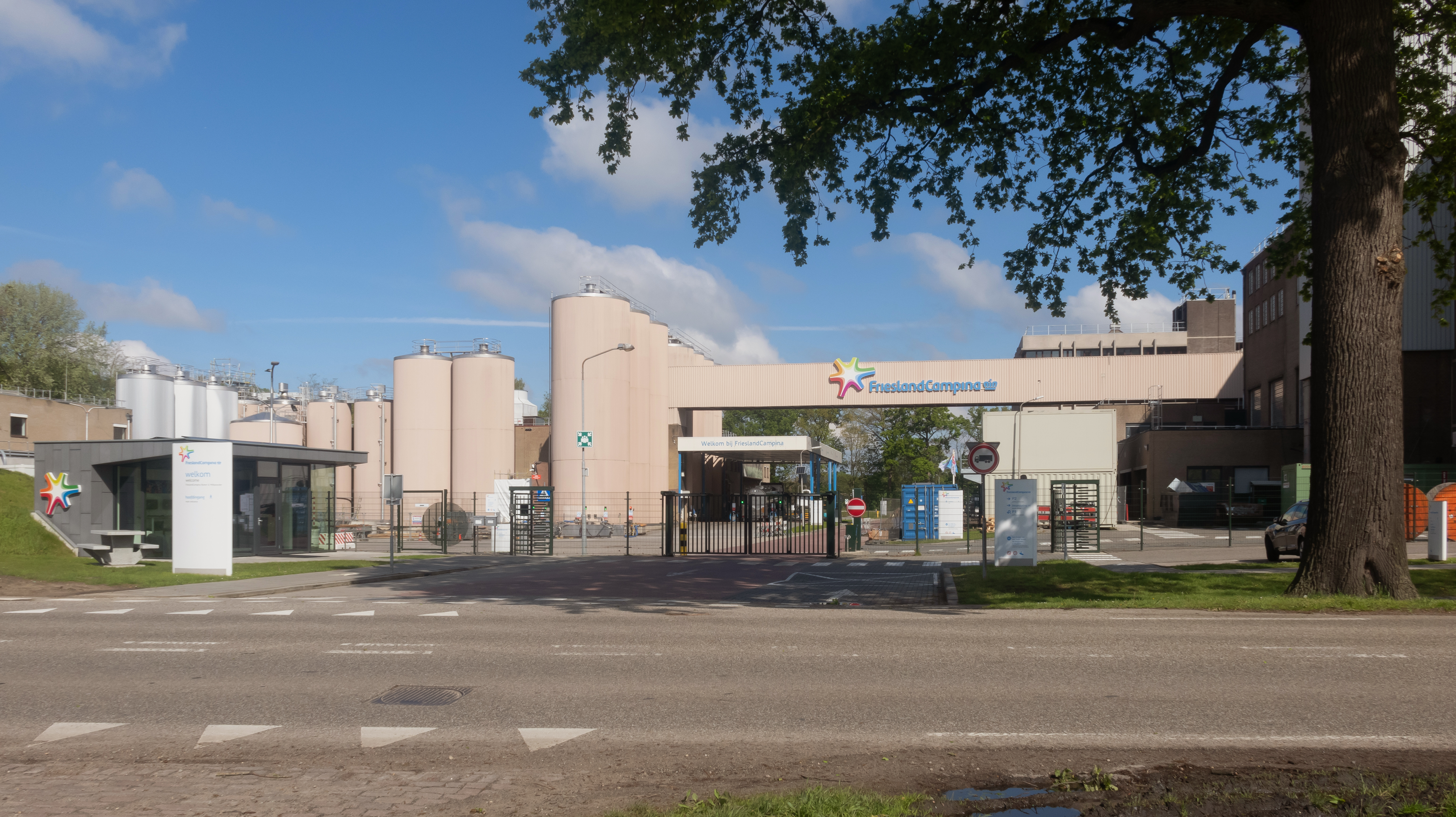
Melkfabriek Friesland Campina
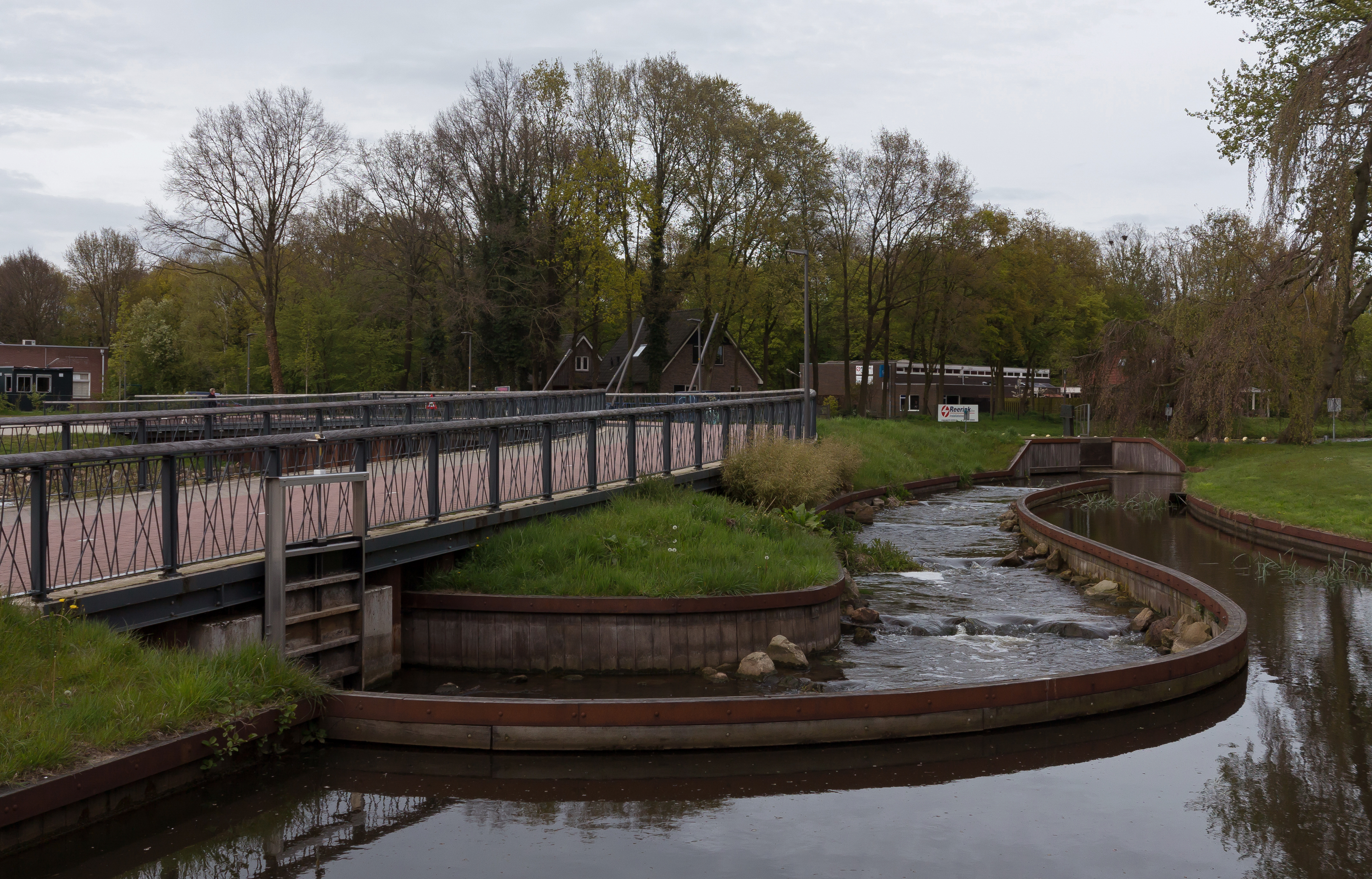
Fiets- en voetgangers-brug over de Berkelstuw
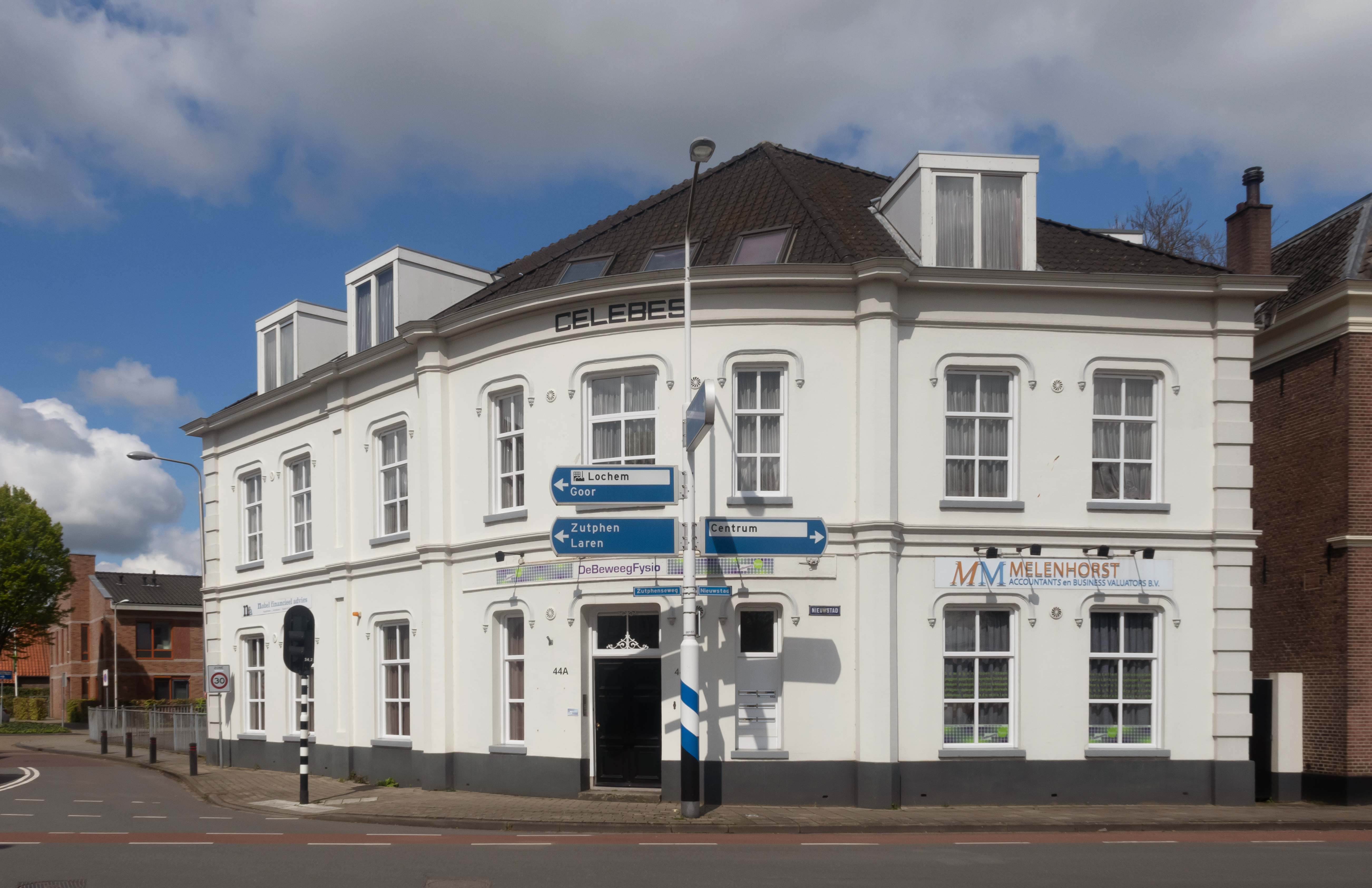
Celebes gebouw
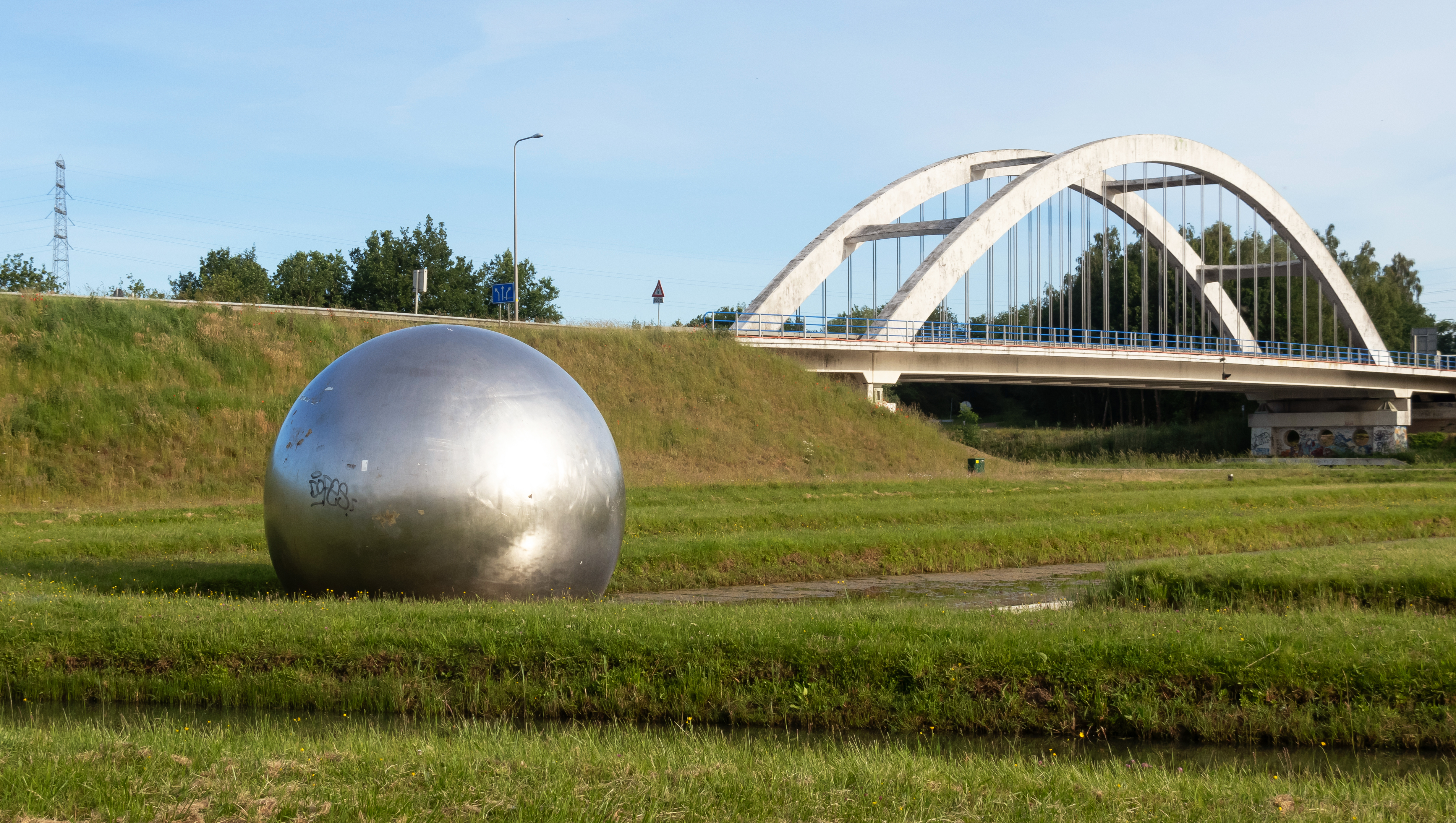
Lochem, kunstwerk met de Exelsebrug
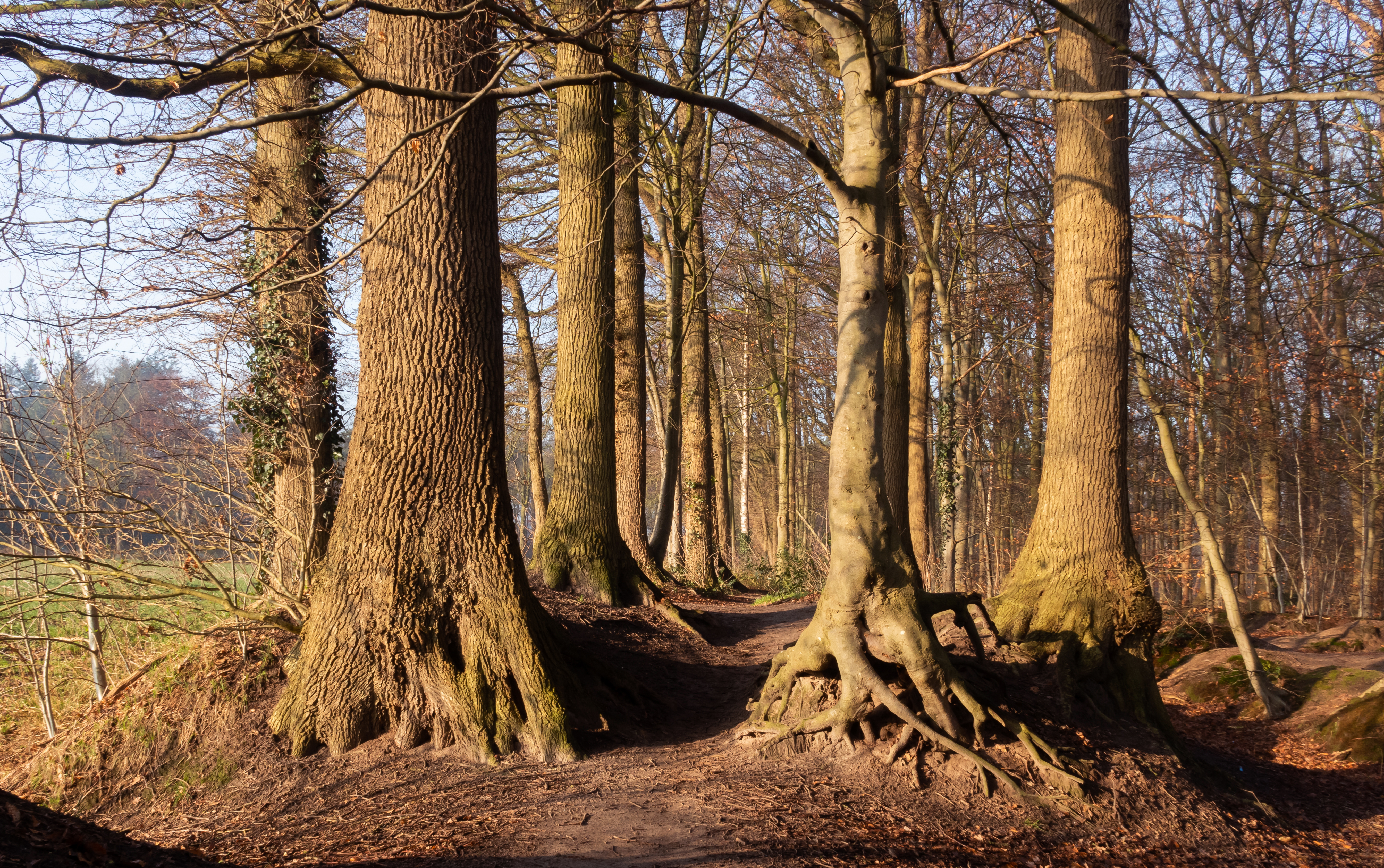
Tussen de bomen in het Grote Veld
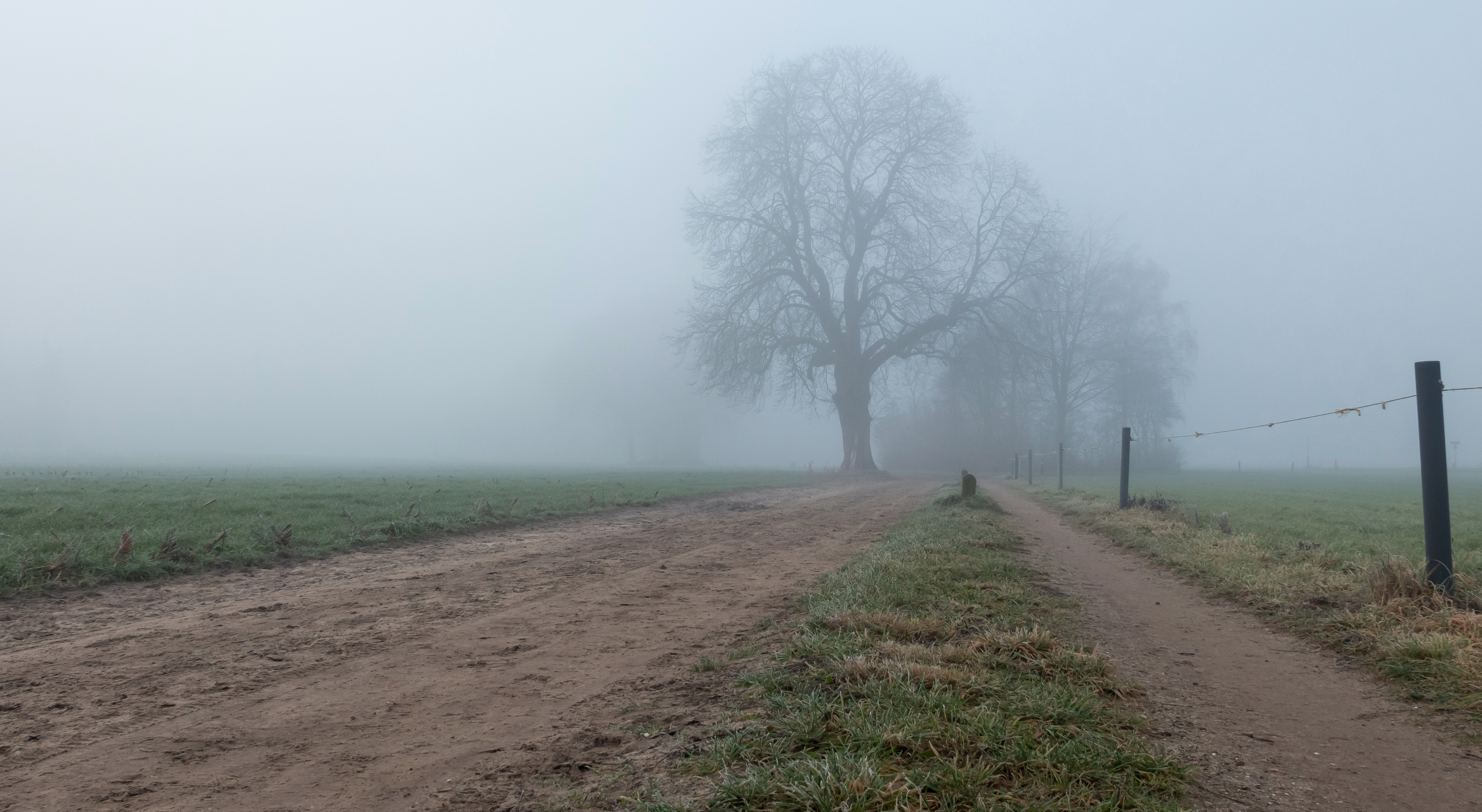
bomen in de mist aan de Hoge Enk
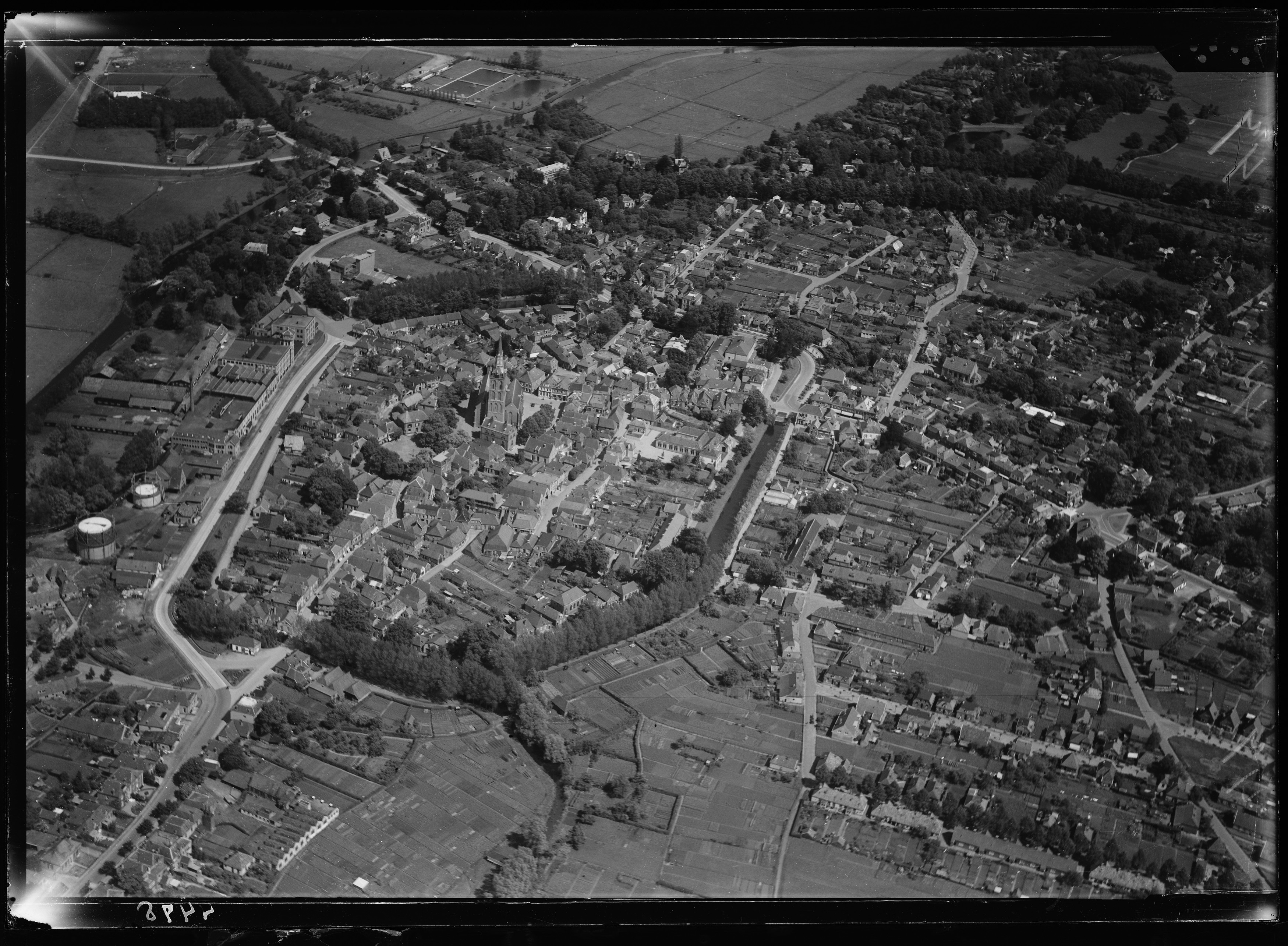
Luchtfoto uit de periode 1920-1940

## Bekende (oud-)inwoners

### Geboren
- Alexander Carel Jan Frederik Bouwmeester (1830-1911), burgemeester
- Carl Frederik Hendrik Engelen (1835-1926), burgemeester
- Anne Willem Jacob Joost van Nagell (1851-1936), burgemeester
- Baltus Koker (1869-1929), burgemeester
- Waalko Jans Dingemans sr. (1873-1925), schilder
- Roelof Bijlsma (1880-1947), rijksarchivaris
- Bert Haars (1913-1997), politica
- Henriëtte Louise Mathie van Hangest d'Yvoy (1931-2015), burgemeester
- Bart van Winsen (1943), leraar, bestuurder en politicus
- Hans Jorritsma (1949), hockeyinternational en -coach
- Leendert Klaassen (1950), politicus
- Rijk van Dam (1952), belastingambtenaar en politicus
- Wim Meutstege (1952), voetballer
- Theo ten Have (1958), schilder, beeldhouwer en tekenaar
- Irma Boom (1960), grafisch vormgever
- Art Langeler (1970), voetbaltrainer

### Woonachtig geweest
- Vitus Bruinsma (1850-1916), natuurwetenschapper en politicus
- Jan Duijs (1877-1941), politicus

### Overleden
- Johannes Jacobus van Bakkenes (1894), burgemeester
- Frederike van Uildriks (1919), schrijfster
- Tjepke Haitsma Mulier (1921), burgemeester
- Anne de Koe (1941), politicus, Christenanarchist en directeur Ons Huis
- Johannes Zaagmans (1944), componist, dirigent, militaire kapelmeester en fluitist
- Mannus Franken (1953), filmregisseur en documentairemaker
- Remmet van Luttervelt (1956), burgemeester
- Pierre Henri François van Vloten (1963), procureur-generaal en NSB'er
- Coenraad Lodewijk Walther Boer (1984), muziekpedagoog, musicoloog en dirigent
- Johan Mulder (1990), politicus
- Martina Tjeenk Willink (1992), juriste en politica
- Engbert Wilmink (1992), politicus
- Jan Ketelaar (2001), hoogleraar
- Hans Strumphler Tideman (2001), politicus
- Tjalling Aedo Johan van Eysinga (1914-2002), burgemeester
- Miep Racké-Noordijk (2003), schrijfster en columniste
- Hendricus Leopold (2008), diplomaat
- Peter Hoefnagels (2011), senator in de Eerste Kamer
- Jan Baas (2012), senator in de Eerste Kamer
- Barend ter Haar Romeny (2013), burgemeester
- Miep Nijburg (2015), aquarellist, schilder, tekenaar, kunstnijveraar en textielkunstenaar
- Stiene de Vrieze (2015), hoogleraar Scandinavische taal- en letterkunde
- Pieter Schriks (2017), uitgever
- Pieter Zandbergen (2018), hoogleraar

## Trivia
- De inwoners van Lochem worden wel Koolhazen genoemd, omdat Lochem vroeger last van een hazen- en ongedierteplaag zou hebben gehad.[5]
- Lochem ligt precies in het midden tussen de drie parken van Legoland in Europa, namelijk Billund (Denemarken), Windsor (Verenigd Koninkrijk) en Günzburg (Duitsland). Lochem ligt op 625 kilometer van alle drie.[6]

## Televisie
Het huis waar meester Frans van der Steg op kamers woonde en waar opnames van De Zevensprong werden gemaakt staat in Lochem.